# Gary W. Gallagher

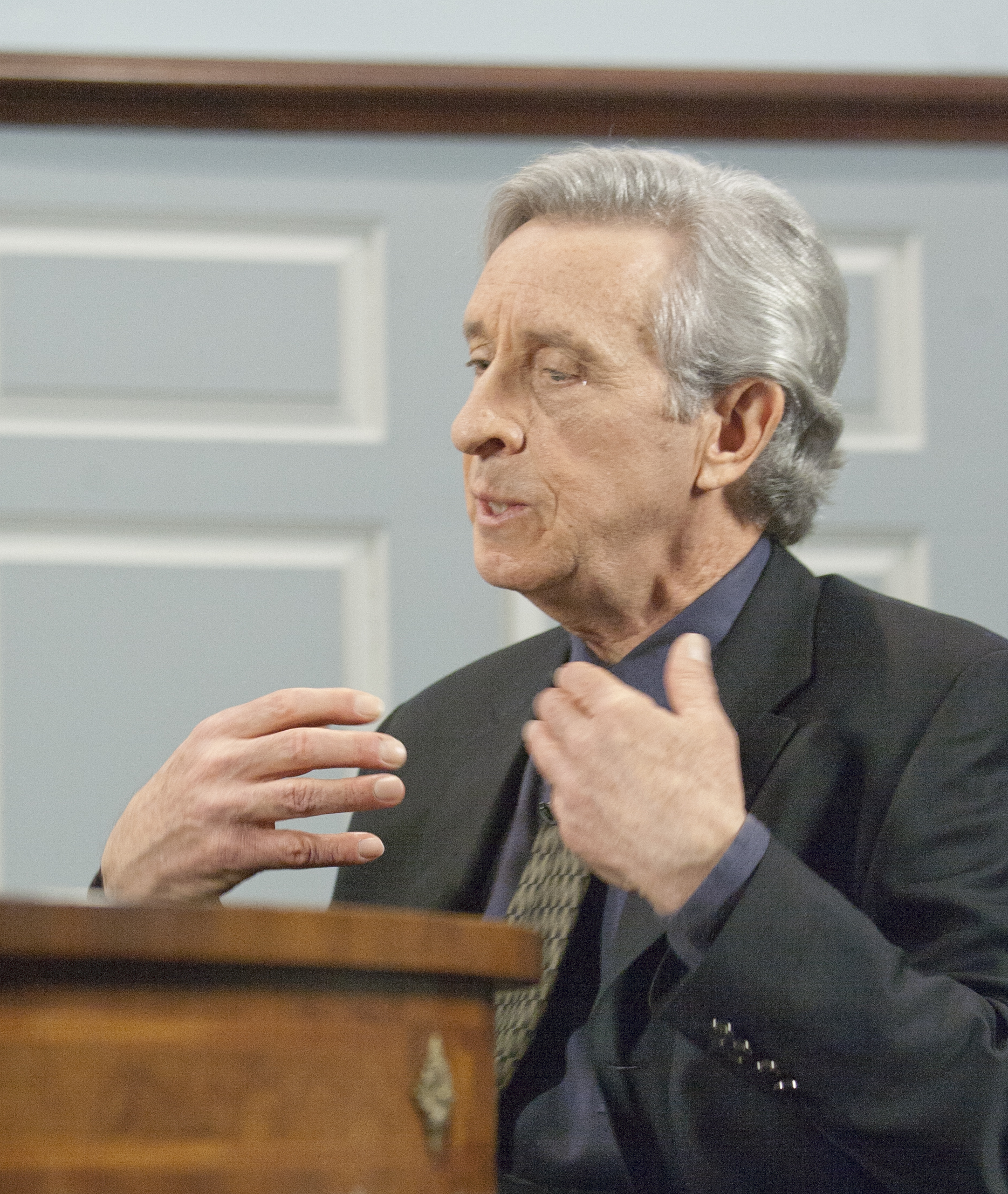
Gary W. Gallagher

Gary William Gallagher ist ein US-amerikanischer Historiker. Sein Forschungsschwerpunkt liegt auf dem Sezessionskrieg.

## Leben
Gallagher besuchte das Adams State College, wo er 1972 einen Bachelor of Arts erhielt. Anschließend setzte er sein Studium an der University of Texas at Austin fort. Dort erhielt er 1977 einen Master of Arts und promovierte 1982 zum Ph.D.
Von 1977 bis 1986 arbeitete er als Archivar in der Lyndon Baines Johnson Library. Im Frühling 1986 war er Visiting Lecturer am Department of History der University of Texas at Austin. Des Weiteren nahm er 1986 seine Lehrtätigkeit an der Pennsylvania State University auf. Am dortigen Department of History war Gallagher von 1986 bis 1989 Assistant Professor, von 1989 bis 1991 Associate Professor sowie von 1991 bis 1998 Professor. Von Januar 1991 bis Juni 1995 fungierte er überdies als Leiter des Department of History. 1998 wechselte er an das Department of History der University of Virginia, wo er von 1998 bis 1999 als Professor lehrte und 1999 zum John L. Nau III Professor in the History of the American Civil War berufen wurde. 2015 wurde er Direktor des John L. Nau III Center for Civil War History.
1999 wurde er zum Fellow der Society of American Historians gewählt. Von 2000 bis 2004 war er Präsident der Society of Civil War Historians. Sein Buch The Union War gewann unter anderem 2011 den Eugene Feit Award in Civil War Studies.

## Veröffentlichungen (Auswahl)
- Stephen Dodson Ramseur: Lee's Gallant General. (1985, Chapel Hill: University of North Carolina Press)
- mit A. Wilson Greene: National Geographic Guide to the Civil War National Battlefield Parks. (1992, Washington, D.C.: The National Geographic Society)
- The Confederate War. (1997, Cambridge, Mass.: Harvard University Press)
- Lee and His Generals in War and Memory. (1998, Baton Rouge: Louisiana State University Press)
- The American Civil War: The War in the East 1861-May 1863. (2000, Oxford: Osprey Publishing)
- Lee and His Army in Confederate History. (2001, Chapel Hill: University of North Carolina Press)
- mit Nathaniel Cheairs Hughes, Jr., Robert K. Krick: In Taller Cotton: 200 More Important Confederate Books for the Reader, Researcher, and Collector. (2006, Wilmington, N.C.: Broadfoot Publishing Company, First Corps Books)
- Causes Won, Lost, and Forgotten: How Hollywood and Popular Art Shape What We  Know about the Civil War. (2008, Chapel Hill: University of North Carolina Press)
- mit Joan Waugh (Hrsg.): Wars Within a War: Controversy and Conflict Over the American Civil War. (2009, Chapel Hill: University of North Carolina Press)
- The Union War. (2011, Cambridge, Mass.: Harvard University Press)
- mit Rachel A. Shelden (Hrsg.): A Political Nation: New Directions in Mid-Nineteenth-Century American Political History. (2012, Charlottesville: University of Virginia Press)
- Becoming Confederates: Paths to a New National Loyalty. (2013, Athens: University of Georgia Press)
- mit Joan Waugh: The American War: A History of the Civil War Era. (2015, State College, Pa.: Spielvogel Books)
- mit J. Matthew Gallman (Hrsg.): Lens of War: Exploring Iconic Photographs of the Civil War. (2015, Athens: University of Georgia Press)
- mit Caroline E. Janney (Hrsg.): Cold Harbor to the Crater: Episodes of the War in Virginia in 1864. (2015, Chapel Hill: University of North Carolina Press)
- mit Elizabeth R. Varon (Hrsg.): Causes Won and Lost: The End of the Civil War. (2015, Richmond: Virginia Sesquicentennial of the American Civil War Commission)